# John Fowles
John Robert Fowles, né le 31 mars 1926 à Leigh-on-Sea et mort le 5 novembre 2005 à Lyme Regis, est un écrivain anglais appartenant au courant postmoderniste. 

## Biographie
Né le 31 mars 1926 à Leigh-on-Sea, une ville de l'Essex, il a été formé à Bedford School et à l'université d'Oxford où il a étudié le français, puis il a enseigné en France et en Grèce. Le succès international de son premier roman, L'Obsédé (L'Amateur) (en) (The Collector) met fin à sa carrière d'enseignant et il se consacre ensuite à la littérature. Ses romans les plus remarquables sont Le Mage (The Magus) et Sarah et le Lieutenant français (The French Lieutenant's Woman). The Aristos, son œuvre la plus connue hors fiction, est un recueil de réflexions philosophiques. John Fowles termine sa vie à Lyme Regis, dans le Dorset et meurt d'insuffisance cardiaque le 5 novembre 2005.
Sa traductrice attitrée en français est Annie Saumont.

## Style littéraire
Son style d'écriture est souvent décrit comme complexe et riche en détails, avec une forte attention portée aux caractéristiques psychologiques et émotionnelles de ses personnages.
Fowles a été reconnu pour sa capacité à mélanger différents genres et styles dans ses œuvres, combinant des éléments de roman gothique, de mystère, de science-fiction et de réalisme. Sa prose est souvent considérée comme dense et exigeante, mais également fascinante et profonde.

## Carrière d'enseignant
Fowles a passé ses premières années d'une vie adulte en tant qu'enseignant. Sa première année après Oxford a été passé à l’université de Poitiers. À la fin de l’année, il a reçu deux offres: l’une du département français de Winchester, l’autre « d’une école hideuse en Grèce », Fowles a déclaré : "« Bien sûr, j’ai fait fi de tous les préceptes du sens commun et accepté le travail grec. » En 1951, Fowles est devenu maître d’anglais à l'école d'Angsyrios et Korgialenios de Spetses, située sur l'île de Spetses, dans le Péloponnèse. Cela a ouvert une période critique de sa vie, car c’est exactement sur cette île où il a rencontré sa future épouse, Elizabeth Christy, née Whitton, épouse du confrère professeur Roy Christy. Inspiré par ses expériences et ses sentiments, il l'utilisa comme cadre de son roman The Magus (1966). Fowles était heureux en Grèce, surtout en dehors de l'école. Il a écrit des poèmes qu'il a publiés plus tard et est devenu proche de ses compatriotes expatriés. Mais en 1953, Fowles et les autres maîtres de l'école sont tous licenciés à cause des tentations d'instaurer des réformes[pas clair] et Fowles rentre en Angleterre.

## Ouvrages
- L'amateur, Éditions du Seuil, 1964 (The Collector, 1963)Également publié sous le titre français L'Obsédé (1983) aux Éditions Points, collection Points Roman n° 96. Adapté au théâtre sous le titre Le Collectionneur[5]
- Le Mage (The Magus) (1965)
- Sarah et le Lieutenant français (The French Lieutenant's Woman) (1969)
- Cinderella (adapté du livre de Perrault, 'Cendrillon') (1974)
- La tour d'ébène (en) (The Ebony Tower) (1974)
- Daniel Martin (Daniel Martin) (1977)
- Islands (1978)
- Mantissa (Mantissa) (1982)
- La créature (en) (1985) Prix du Meilleur livre étranger en 1987
- The Magus (édition révisée) (1997)

## Adaptations cinématographiques
- 1965 : L'Obsédé, réalisé par William Wyler;
- 1968 : Jeux pervers (The Magus), réalisé par Guy Green;
- 1981 : La Maîtresse du lieutenant français, réalisé par Karel Reisz.